# پورتری
پورتری (به انگلیسی: Portree) یک شهرک در اسکاتلند است که در هایلند واقع شده‌است. پورتری ۴٬۱۵۰ نفر جمعیت دارد.